# Maddalena Cerasuolo
Maddalena Cerasuolo   (Nàpols, 2 de febrer de 1920 - Nàpols, 23 d'octubre de 1999) va ser una antifeixista italiana recordada pel seu paper significatiu en la insurrecció popular contra la Wehrmacht (tropes nazis) que va tenir lloc a Nàpols del 27 al 30 de setembre de 1943. Aquesta gesta, que va passar a la història amb el nom de Le quattro giornate di Napoli, va valdre a la ciutat la Medalla d'Or al Valor Militar i a Maddalena Cerasuolo la concessió de la Medalla de Bronze al Valor Militar per la seva participació en la Guerra d'alliberament italiana.

## Biografia

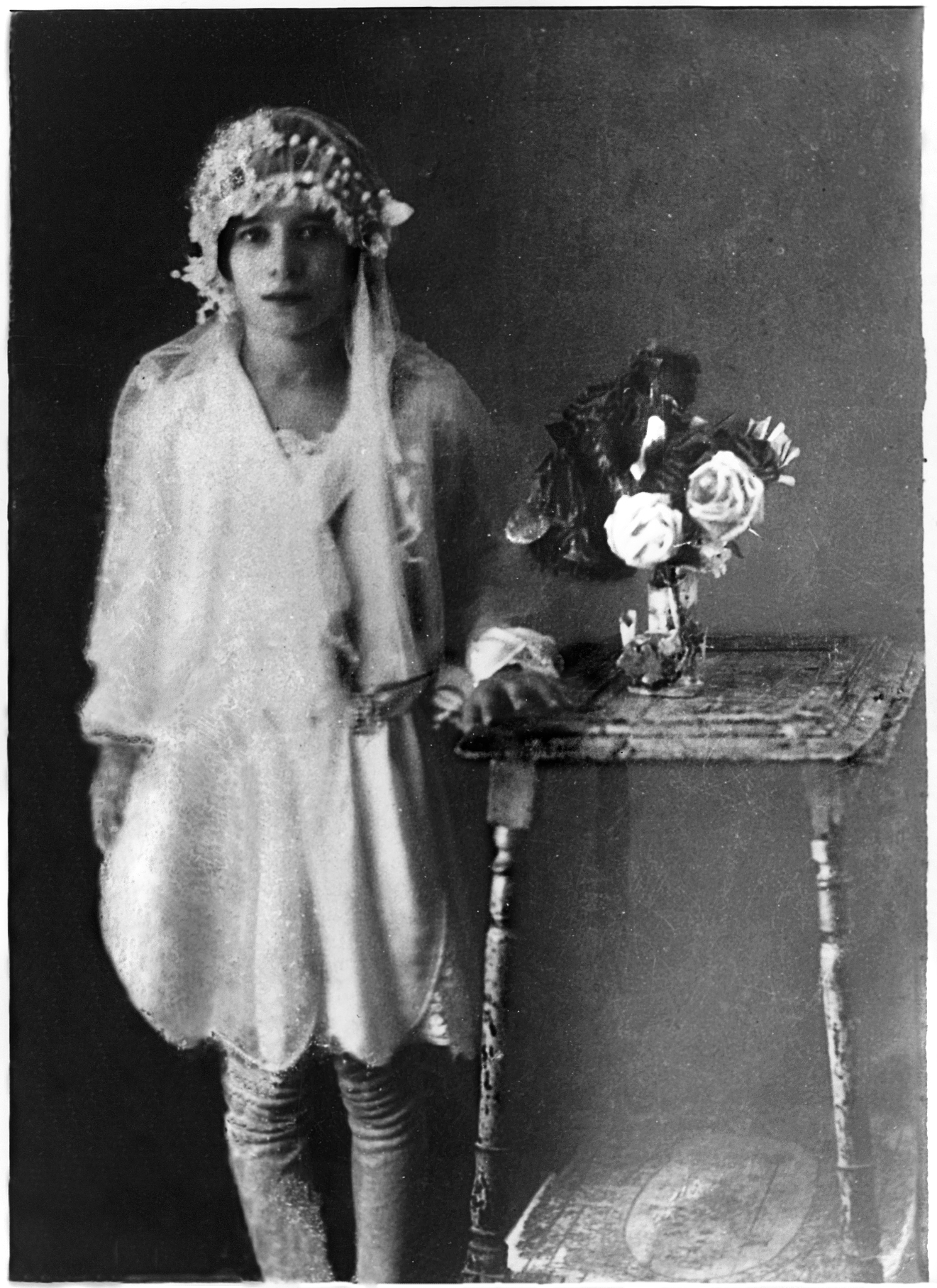
Maddalena Cerasuolo el dia de la seva primera comunió

La vida de Maddalena Cerasuolo, com la de la resta dels seus coetanis, es divideix en dues parts, abans i després de la Segona Guerra Mundial, quan les circumstàncies la van portar a convertir-se en heroïna, enrolada a les files de la Resistència Italiana i agent secreta col·laboradora del Regne Unit.

### Primers anys i orígens familiars

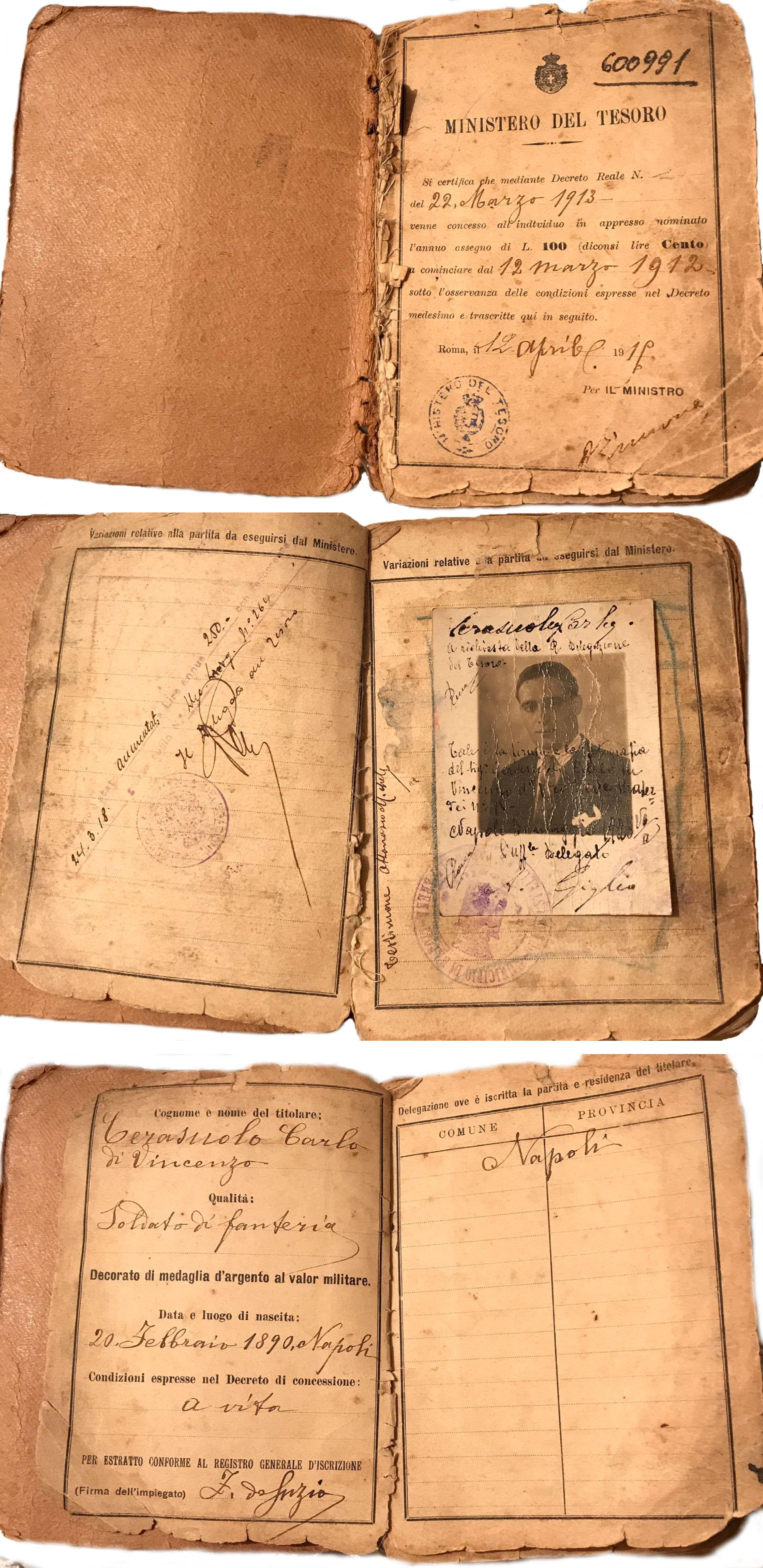
Llibret d'honor militar del seu pare, Carlo Cerasuolo

Madalenna Carasuolo, anomenada Lenuccia, era d'origen humil, filla d'Annunziata Capuozzo i Carlo Cerasuolo. Durant la seva infància i joventut va viure al vico della Neve, del barri Stella, un dels més antics de Nàpols, juntament amb les cinc germanes, Titina, Maria, Anna, Dora, Rosaria i els germans Giovanni i Vincenzo.
El seu pare, que havia participat en la Guerra italo-turca del 1910 i en la Primera Guerra Mundial com a cuiner, havia sigut condecorat «per haver defensat el camp de batalla lluitant com un lleó , només amb l'ajuda de les mans, contra l'enemic armat». També, segons consta en el registre de l'Institut Nacional de la Cinta Blava, va rebre honors per haver-se unit —voluntàriament, malgrat d'haver estat ferit— a la seva companyia militar capturada en un assalt i haver combatut l'enemic amb la baioneta, prop de Bengasi. Per tots aquests mèrits, va rebre la medalla de plata al valor militar i, a partir del març de 1912, una pensió vitalícia de 100 lires, augmentada a 250 lires el 24 de març de 1918.
Després de l'Armistici entre Itàlia i les forces aliades, el seu pare, que havia participat en la Resistència i havia estat empresonat diverses vegades per actes contra el feixisme, va lluitar en els enfrontaments armats. Ella va voler seguir-lo fins i tot contra la voluntat d'ell.
Als inicis de la Segona Guerra Mundial, quan el seu pare va ser contractat per gestionar la cantina de l'empresa siderúrgica Ansaldo, gairebé tota la família s'hi va incorporar; la mare ajudava a la cuina i ella i les seves germanes feien de cambreres.
Maddalena Cerasuolo i les seves germanes i germans va rebre, per part del seu pare, una educació molt severa, protectora i contrària als nous costums que s'estaven estenent, com ara l'emancipació femenina o la passió pel cinema. Ella tenia vint anys, en plena guerra, quan va entrar a treballar, com a obrera, en una fàbrica de sabates.

### La Resistència

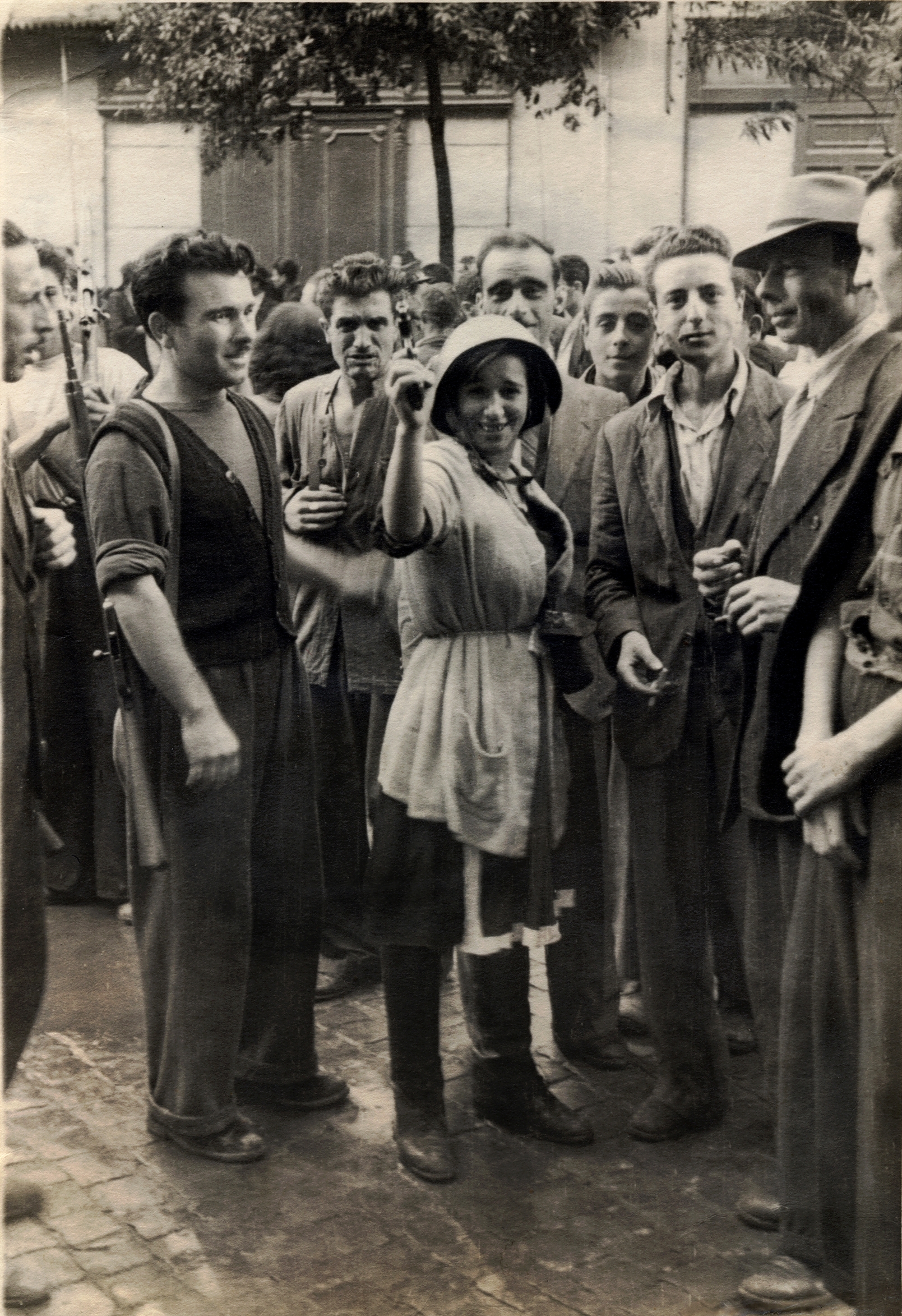
Maddalena Cerasuolo i Antonio Amoretti (a la seva dreta, amb jaqueta sense barret i amb una cigarreta entre els dits) armats esperant entrar en acció a la Via Santa Teresa degli Scalzi cantonada de Vico della Purità, Nàpols, 30 de setembre de 1943.

Després de l'Armistici entre Itàlia i les forces aliades, el seu pare, que havia participat en la Resistència i havia estat empresonat diverses vegades per actes contra el feixisme, va lluitar en els enfrontaments armats. Quan l'exèrcit italià es va quedar sense comandaments, Maddalena Cerasuolo, contra la voluntat del pare, es va unir al grup de voluntaris que anaven a les casernes dels carabinieri i llocs similars a recuperar las armes.
Durant els enfrontaments armats que es van produir al districte de Materdei, per evitar que els alemanys saquegessin la fàbrica de sabates del Vico delle Trone, on s'havien tancat, amb l'amenaça de detonar càrregues explosives que haurien destruït la fàbrica i els edificis del voltant, Maddalena Cerasuolo es va oferir a anar sola a la missió de reconeixement per avaluar la magnitud de les forces alemanyes i, si era el cas, negociar i lliurar als nazis la sol·licitud de rendició, malgrat el risc que els alemanys no reconeguessin els seus drets en virtut de les Convencions de Ginebra.
També va participar armada en l'enfrontament contra els sapadors alemanys durant la defensa del Ponte della Sanità, amb els partisans dels districtes de Materdei i Stella liderats pel seu pare, el sotstinent Dino Del Prete i l'oficial de bombers Vinicio Giacomelli, aconseguint així preservar la integritat d'una de les més importants vies d'accés a la ciutat i de les canonades que abastien l'aqüeducte napolità. El Pont, de 118 metres de llarg, havia estat minat en la boca del clavegueram del pilar central.
Per aquest episodi heroic, Maddalena Cerasuolo va rebre la medalla de bronze al valor militar i va ser convidada al Palau Reial pel general Montgomery, el qual la va abraçar i besar.

### Col·laboració amb els serveis secrets britànics

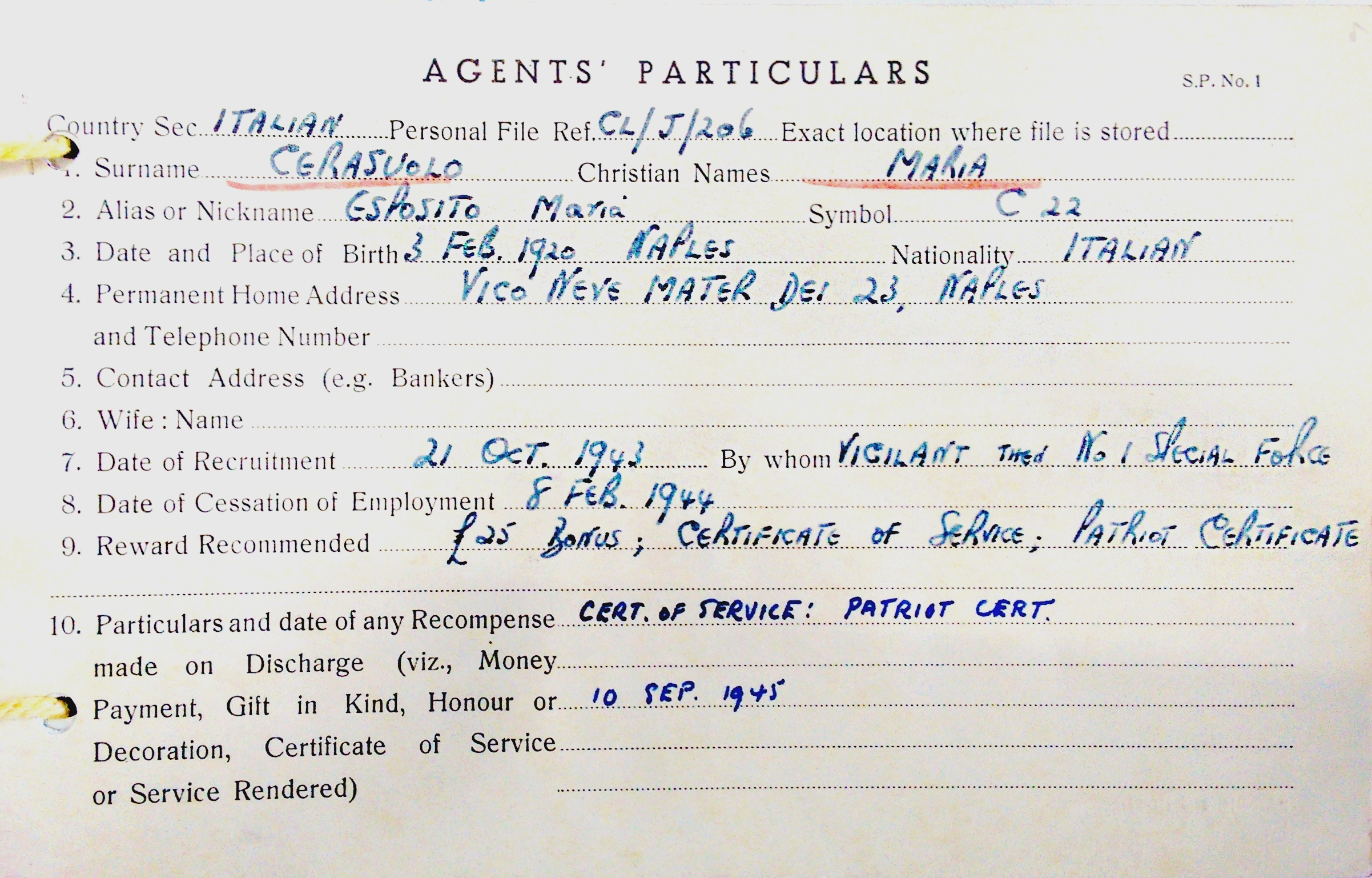
Fitxer de "Detalls dels agents" de Maddalena Cerasuolo al registre de l'estat de l'estat

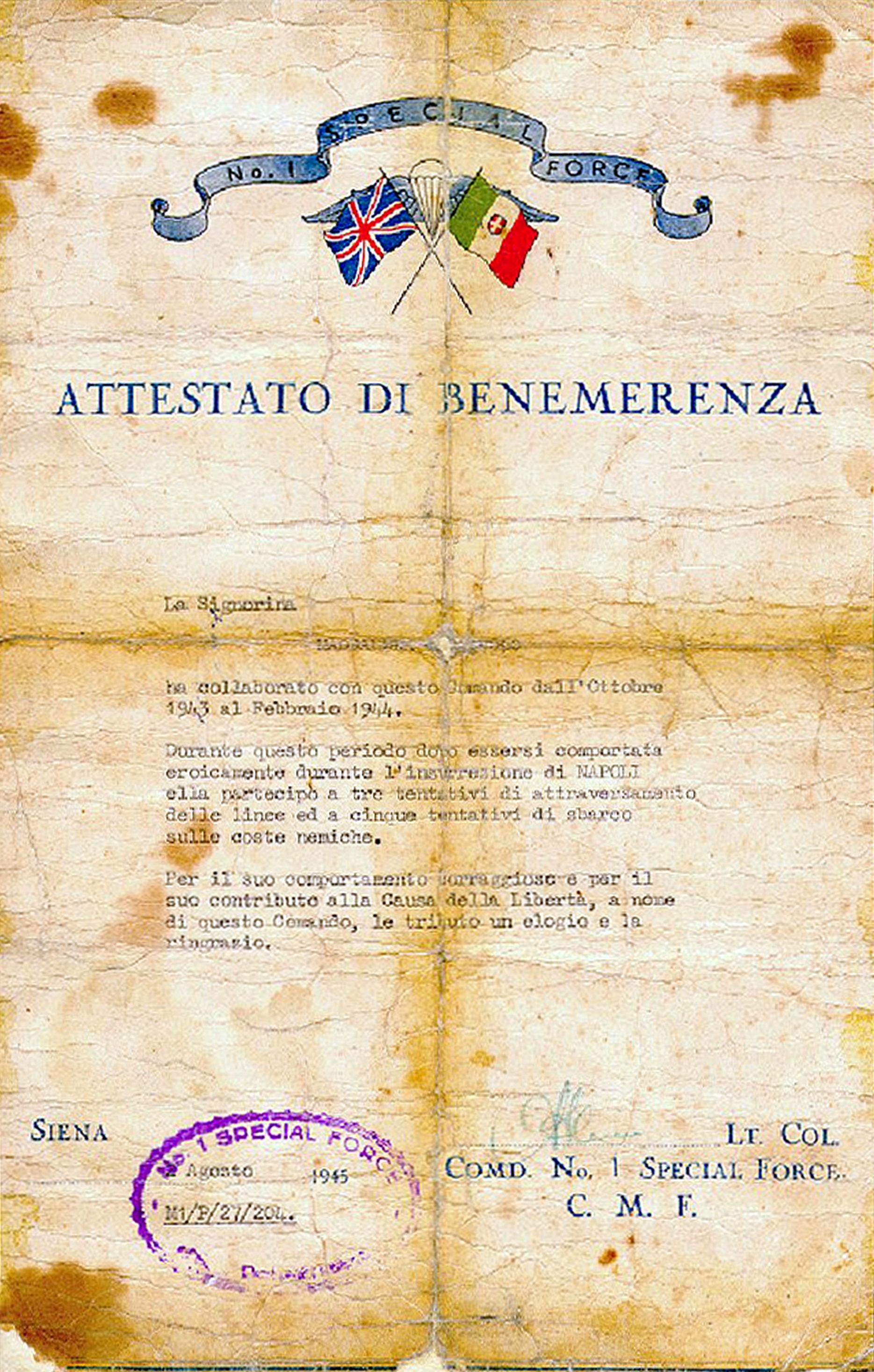
Certificat al Mèrit Núm. 1 Forces Especials

Des del 21 octubre 1943 fins al 8 febrer 1944 Maddalena Cerasuolo, amb el nom de batalla de «Maria Esposito», inicials «C22», va participar amb l'Executiu d'Operacions Especials (SOE), dels serveis secrets britànics, després d'un breu període d'entrenament al Castell de Mezzatorre a Forio d'Ischia, en les missions Hillside II i Kelvin.
La missió Hillside II va consistir a ultrapassar furtivament les línies enemigues, però va acabar amb tres intents fallits. La missió Kelvin va tenir lloc en un escenari marítim, Maddalena Cerasuolo va arribar a Còrsega embarcada en una llanxa torpedinera, per tal d'aconseguir, des de Bastia, arribar a les costes de la Ligúria i sabotejar posicions militars nazis amb l'ús de munició i explosius, segons els plans estratègics dels anglesos. Aquella missió també va fracassar; després de cinc intents no va aconseguir desembarcar i, a més, va perdre totes les seves pertinences, que li van ser reemborsades pel SOE.
Més endavant es va llançar en paracaigudes darrera de les línies enemigues, entre Roma i Montecassino, amb la missió de recollir informació fent-se passar per la cambrera de l'artista Anna d'Andria, que organitzava festes socials i obtenia dades sobre els plans i estratègies alemanyes.
A la seva fitxa personal del SOE Maddalena Cerasuolo està registrada com a mestressa de casa, soltera, resident al vico della Neve, 23, Materdei, Nàpols, al domicili del seu pare Carlo Cerasuolo, activa com a agent especial, havent declarat estar disposada a continuar en el servei mentre fos necessari.
| «                                            | Subject took a conspicuous part in Naples insurrection. She help build barricades and took part in the fighting with rifle and hand grenades. She was discharged on 8 Feb. 1944 and paid up to date 7,500 lire for clothing lost. She received no bonus or certificate of service. | Va prendre part destacada en la insurrecció de Nàpols. Va ajudar a construir barricades i va participar en els combats amb rifles i granades de mà. Va ser donada de baixa el 8 de febrer de 1944 i fins a la data se li han pagat 7.500 lires per la roba perduda. No va rebre cap bonificació ni certificat de servei. | » |
| — Registre Special Operations Executive\|SOE | | |   |

### Postguerra
Un cop acabada la guerra, va continuar a vivint amb la seva família a Nàpols, ciutat a la qual es va declarar molt vinculada. Es va casar, va adoptar el cognom Morgese i va tenir quatre fills. Sempre va participar en activitats de memòria històrica, va aparèixer en diverses fotos i va conèixer diverses personalitats, inclòs el president Oscar Luigi Scalfaro amb qui va ser fotografiada. És autora del poema titulat La Mitraglietta:
| «                                                  | [...] Ma il Ventotto dello stesso mese il popolo insorse contro il massacro e il sopruso, e c'ero anch'io dietro la barricata, ragazza piena di amor di patria. Trovai una mitraglietta e sparai, sparai, sparai contro le camionette e i carri armati... [...] | […] Però el vint-i-vuit del mateix mes el poble es va aixecar contra la massacre i l'abús, i jo també hi era, darrere la barricada, una noia plena d'amor pel seu país. Vaig trobar una metralladora i vaig disparar, disparar, disparar contra les camionetes i els carros armats. […] | » |
| — Maddalena Cerasuolo, estratto da La Mitraglietta | | |   |

Després de la seva mort, el 1999, els seus fills han continuat divulgant la memòria de les gestes i els valors de llur mare i de llur avi.

## Reconeixements

### Premis militars

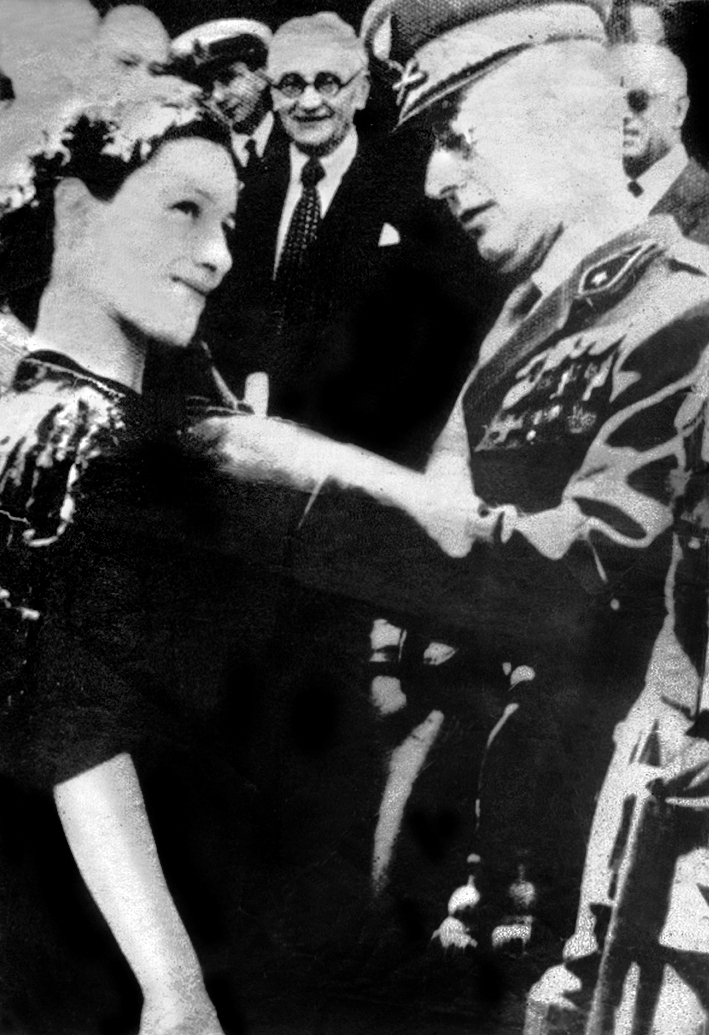
El moment de la condecoració amb la Medalla de Bronze al Valor Militar

El 24 de maig de 1946 va ser guardonada amb la Medalla de Bronze al Valor Militar amb la següent motivació:
| « | Dopo aver fatto da parlamentare dei partigiani con i tedeschi al Vico delle Trone, si distinse molto nel combattimento che seguì. Nella stessa giornata coraggiosamente partecipò anche allo scontro in difesa del ponte della Sanità, al fianco del padre, con i partigiani dei rioni Materdei e Stella. | Després d'haver representat els partisans en una negociació amb els alemanys a Vico delle Trone, es va distingir molt en el combat que va seguir. El mateix dia també va participar amb valentia en l'enfrontament en defensa del pont della Sanità, al costat del seu pare, amb els partisans dels barris de Materdei i Stella. | » |

La seva col·laboració amb el SOE, a ser reconeguda, no només amb una compensació econòmica, sinó també amb els següents elogis:
| « | Per il suo comportamento coraggioso e per il suo contributo alla causa della libertà, a nome di questo Comando, le tributo un elogio e la ringrazio. | Pel seu comportament valent i per la seva contribució a la causa de la llibertat, en nom d'aquest Comandament, li reto homenatge i li dono les gràcies. | » |

### Premis civils

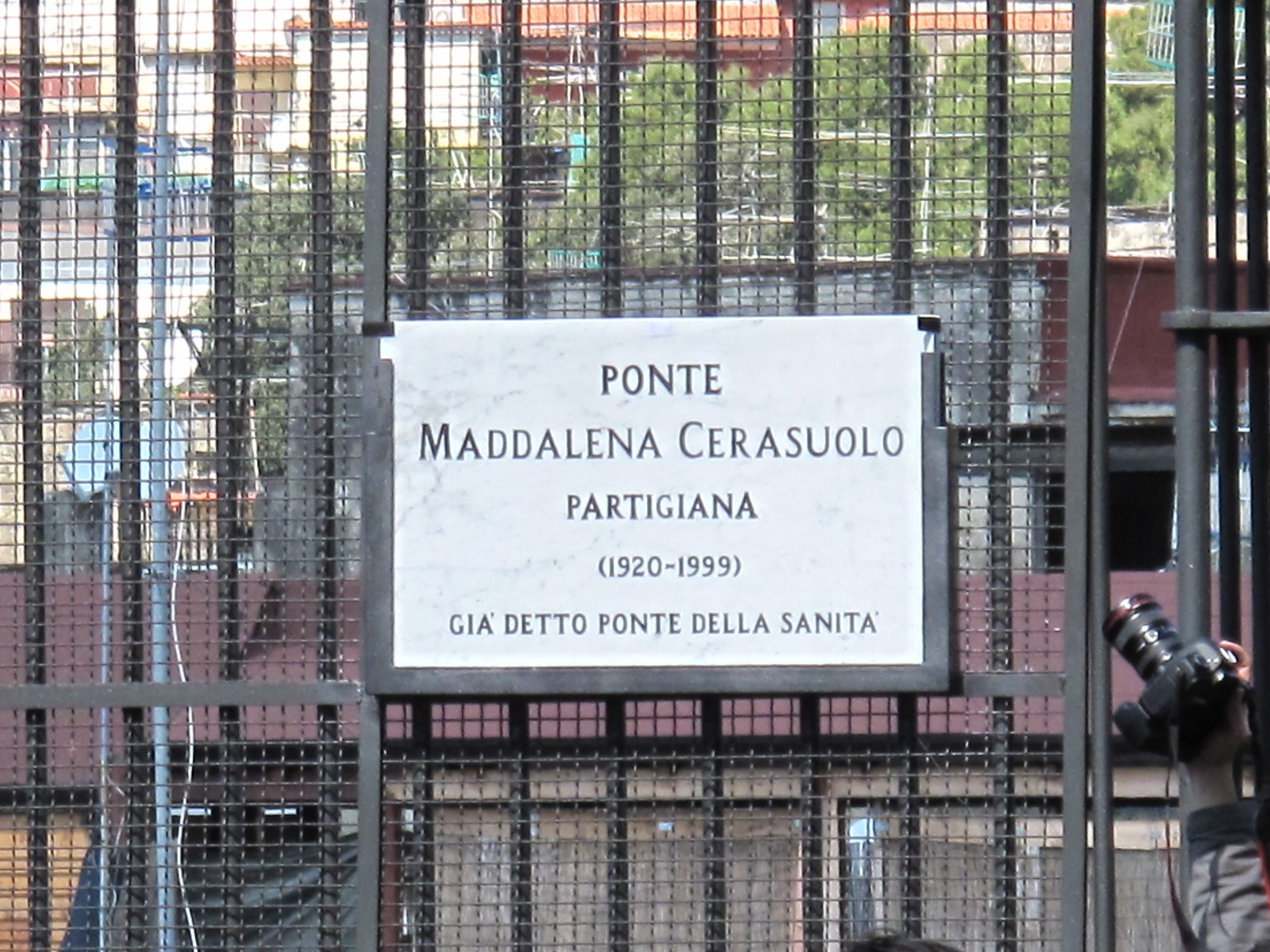
El cartell del carrer amb el nou topònim de Ponte della Sanità

Al final de la guerra va rebre un certificat de mèrit signat per l'oficial de Sa Majestat Britànica, H.S. Carruthers.
L'any següent a la seva mort, el 3 de març de 2000, la llavors alcaldessa Rosa Russo Lervolino va inaugurar una placa commemorativa per a Maddalena Cerasuolo, col·locada per l'Ajuntament de Nàpols i l'Institut de la Història de la Resistència de la Campània, que diu "L'extraordinària Lenuccia, heroïna de les quatre jornades de 1943, en eterna memòria i admiració".
Amb la resolució núm. 63, de 27 gener 2011, l'ajuntament de Nàpols va donar el seu nom al Pont de la Sanità, que, amb vistes al districte de la Sanità, constitueix l'accés al centre de la ciutat. Aquest va ser el resultat de l'esforç col·lectiu dels fills i la germana de Maddalena Cerasuolo, de la petició popular promoguda pel cercle territorial Stella San Carlo a l'Arena del Partit de la Refundació Comunista, de partits, moviments i associacions com l'Associazione Nazionale Partigiani d'Italia, el Comitè de Residents de Materdei, la Unió de Dones Italianes, Arcidonna, la Xarxa Sanitària, l'associació de veïns «Via Nova», el Comitè Claudio Miccoli, l'associació cultural del barri de Pianura, «Maddalena», dedicada a ella, així com petits botiguers i residents.
A la cerimònia commemorativa de les Quatre Jornades de Nàpols, celebrada al Castell Nou de Nàpols el 30 de setembre de 1994, el president de la República Oscar Luigi Scalfaro hi va participar portant Maddalena Cerasuolo de bracet.
Estan intitulats al seu nom: el 24/04/2023 la Secció Vasto - Arenaccia de l'ANPI de Nàpols i el 21.10.2023 el Club d'Advocats PD de Nàpols.

### En la cultura de masses
Maddalena Cerasuolo és recordada en la cultura artística i narrativa de la ciutat de Nàpols, així com en nombrosos textos sobre la Resistència.També és citada de vegades en algunes tesis que volen demostrar que la resistència napolitana no va ser només una revolta popular espontània, sinó que va estar associada a la resistència local organitzada i a la col·laboració internacional.

#### Llibres
El 2014, la seva filla Gaetana li va dedicar el llibre biogràfic La guerra di mamma.
El seu nom s'esmenta a la novel·la Il paradiso dei diavoli , de Franco Di Mare del 2013, a Le donne erediranno la terra i a Possa il mio sangue servizio d' Aldo Cazzullo, del 2016 i a Il treno dei bambini de Viola Ardone.

#### Pel·lícula
Le quattro Giornate di Napoli (1962) de Nanni Loy i el curtmetratge Barricate del director Alessandro Scippa de 1995.

#### Cançons
Carlo Faiello va escriure la lletra i la música, el 1995, d'una cançó dedicada a Maddalena Cerasuolo, titulada Maddalena, interpretada per diversos artistes, entre els quals, la Nova Companyia de Cants Folklòrics (1995), Lina Sastri (2000), Anna Maria Castelli (2010), Neapolis in fabula (2011) i Paola Subrizi Quartet (2018)